# Seweryn Rzewuski (pułkownik)
Seweryn Rzewuski herbu Krzywda (ur. w XVIII wieku, zm. w XIX wieku) – pułkownik wojsk Wielkiego Księstwa Litewskiego, poseł województwa kijowskiego na Sejm Czteroletni w 1790 roku.
Był synem Stanisława Ferdynanda, chorążego wielkiego litewskiego, i Katarzyny Karoliny Radziwiłłówny, córki Michała Kazimierza, a także bratankiem targowiczanina, Seweryna Rzewuskiego.
W 1792 szef 8 Regimentu Pieszego Litewskiego. Uczestnik wojny polsko-rosyjskiej 1792 roku, odznaczony Orderem Virtuti Militari w 1792 roku.